# Bertine Zetlitz
Bertine Axeliane Robberstad Zetlitz, född 9 april 1975, är en norsk popartist och författare. Hon växte upp på Frogner i Oslo. Tolv år gammal var hon med i NRKs lördagsprogram för barn och unga, Midt i smørøyet. Hon gick musiklinjen vid Foss gymnasium. I februari 1997 skivdebuterade hon med singeln «Getting Out».
Hon har fått Spellemannprisen fyra gånger. För debutalbumet Morbid Latenight Show, som kom i mars 1998, fick hon Spellemannprisen 1998 som "årets nykomling" och "popsolist. Hon fick också Spellemannprisen 2000 i klassen "popsolist" för albumet Beautiful So Far och Spellemannprisen 2003 i klassen "kvinnlig popsolist" för albumet Sweet Injections. Detta albumet blev det stora genombrottet for Zetlitz i Norge, och såldes i ca. 75000 exemplar. Albumet Rollerskating följde upp succén med över 80000 sålda album på fyra månader. Detta ledde till att hon blev Norges mest sålda kvinnliga artist 2004.

## Diskografi
Studioalbum
- Morbid Latenight Show (1998)
- Beautiful So Far (2000)
- Sweet Injections (2003)
- Rollerskating (2004)
- My Italian Greyhound (2006)
- Electric Feet (2012)
- Tikamp (2015)

Singlar
- "Getting Out" (1997)
- "Apples And Diamonds" (1997)
- "Snow On A Hot Day" (1997)
- "Fi Fy Fo Fum" (Bertine Zetlitz & Marte Krogh) (1998)
- "Adore Me" (2000)
- "Cruel" (2000)
- "Fate" (2001)
- "For Fun" (2003)
- "Twisted Little Star" (2003)
- "Girl Like You" (2003)
- "Fake Your Beauty" (2004)
- "Ah Ah" (2004)
- "Midnight" (2006)
- "500" (2006)
- "Islands In The Stream" (Bertine Zetlitz med Thom Hell) (2006)
- "Ashamed" (promo) (2007)
- "Starlight" (2012)
- "Electric Feet" (Bertine Zetlitz med Samsaya) (2012)

Samlingsalbum
- In My Mind - Best of 1997-2007 (2007)